# Oskar Lafontaine
Oskar Lafontaine (AFI: [ˌɔskaʁ lafɔn'tɛːn]; Sarre, Alemania, 16 de septiembre de 1943) es un político alemán. Durante muchos años fue un importante dirigente del Partido Socialdemócrata (SPD), luego de Trabajo y Justicia Social – La Alternativa Electoral (WASG) y por último portavoz del grupo parlamentario de Die Linke (en castellano, La Izquierda), creado por la fusión del PDS y el WASG el 16 de junio de 2007. Fue diputado del Parlamento Regional del Sarre desde 2009 hasta 2022, y hasta su renuncia al partido en 2022, poco antes del término de la legislatura, presidió el grupo parlamentario de su partido en esta institución.

## Biografía

### Carrera política
Estudiante de Física y militante del Partido Socialdemócrata Alemán (SPD), fue alcalde de Saarbrücken entre 1974 y 1985. Tras ganar los comicios regionales de 1985, fue ministro-presidente del Estado federal del Sarre, una de las zonas más industrializadas del Oeste de Alemania. Ocuparía este cargo hasta 1998.
Lafontaine fue el candidato del SPD a canciller en las elecciones federales alemanes de 1990. Durante las mismas se enfrentó a obstáculos casi imposibles: Las elecciones habían sido convocadas dos meses después de la reunificación de Alemania, y el gobierno de turno de Helmut Kohl estaba en una posición casi inexpugnable. Aunque Lafontaine perdió, fue capaz de liderar el SPD a una ganancia neta de 46 escaños en el Bundestag. Durante la campaña electoral fue atacado con un cuchillo por una mujer desequilibrada mentalmente, después de dar un discurso en Colonia. Su arteria carótida fue acuchillada y permaneció en estado crítico durante varios días, y tras su recuperación se vio sorprendido por la actividad que había habido durante el congreso del partido y del cual salió elegido presidente del SPD, sucediendo a Rudolf Scharping.
Tras ser elegido Presidente del SPD en 1995, protagonizando el giro de su partido hacia una oposición firme frente al entonces Canciller demócrata-cristiano Helmut Kohl, contrariamente a lo que venían haciendo históricamente los dos partidos para fomentar la colaboración y el bipartidismo.
Debido a esta estrategia, los socialdemócratas ganaron las elecciones de septiembre de 1998, y fue nombrado Ministro de Finanzas en el primer gobierno de Gerhard Schröder, el candidato socialdemócrata a la cancillería federal. El 11 de marzo de 1999 renunció sorprendentemente a todos sus cargos gubernamentales y de partido, posicionándose en contra de las políticas —en su opinión neoliberales— del nuevo gobierno.

### Formación deDie Linke
Desde entonces fue una de las voces más críticas por la izquierda dentro del SPD contra las reformas sociales contra la jornada laboral, el seguro de desempleo, la sanidad y los derechos de los trabajadores efectuadas por el gobierno de Schröder. El 24 de mayo de 2005 anunció públicamente que abandonaba el Partido Socialdemócrata tras casi cuatro décadas de militancia. El 10 de junio anunció que participaría como candidato de la WASG en las listas del Partido de la Izquierda en las elecciones de septiembre de 2005, en las cuales la coalición izquierdista obtuvo el 8,7% de votos y 54 escaños.
Durante la campaña levantó la polémica por referencias a la identidad alemana y la necesidad de controlar la inmigración masiva. Después de las elecciones, Lafontaine fue nombrado portavoz del grupo parlamentario conjunto de WASG y La Izquierda, junto a Gregor Gysi. En junio de 2007, la WASG se fusionó oficialmente con el Partido de la Izquierda, dando lugar a La Izquierda (Die Linke), partido del que Lafontaine pasó a ser militante.
En las elecciones estatales de Sarre de 2009, Lafontaine fue el cabeza de lista de La Izquierda y consiguió un espectacular 21,3% para su partido, siendo este el mejor resultado que la formación ha obtenido hasta ahora en un estado federado occidental. En consecuencia, mientras mantenía sus cargos políticos a nivel federal, asumió paralelamente como diputado del Parlamento Regional del Sarre y presidente del grupo parlamentario de su partido en esta institución. Lafontaine también sería cabeza de lista en las elecciones estatales de 2012 y 2017.
El 23 de enero de 2010, Lafontaine anunció su retirada de la presidencia del partido y a su acta de diputado federal debido a un cáncer. No obstante, mantuvo sus cargos regionales en el Sarre, donde desde mayo de 2012 fue líder de la oposición.
Lafontaine renunció a su militancia en La Izquierda el 17 de marzo de 2022 citando que el partido ya no era una "alternativa a las políticas de inseguridad social y desigualdad".

## Críticas

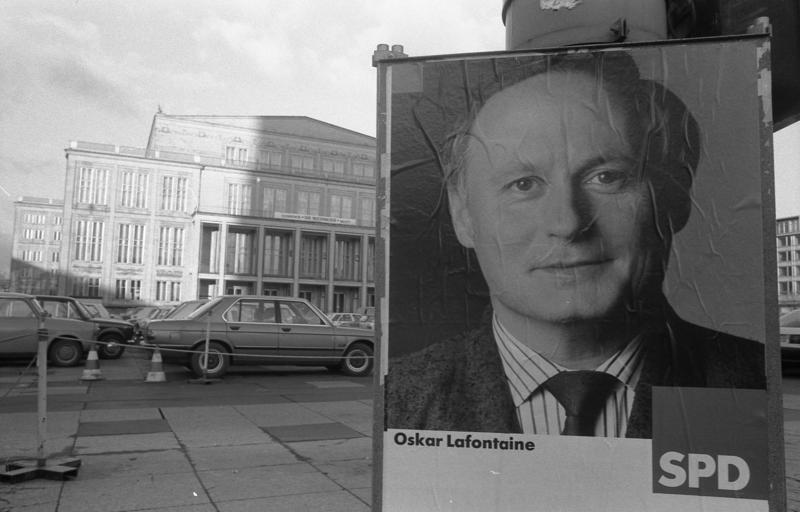
Póster de elección de Oskar Lafontaine.

Un artículo de Lafontaine publicado en la revista Der Spiegel sobre Erich Honecker, cuando este era jefe de Estado de la República Democrática Alemana (RDA) y originario de Saarländer, fue considerado una alabanza por muchos observadores y por ello recibió numerosas críticas. A finales de 1980 y principios de 1990 sufrió un descrédito entre sus partidarios más izquierdistas cuando Lafontaine se mostró a favor de las políticas pro-empresariales y en pos de reducir la afluencia de alemanes orientales hacia el oeste y de rechazar más solicitantes de asilo.
Lafontaine vive en una lujosa casa, comúnmente conocida como el «Palacio de la justicia social» (Palast der sozialen Gerechtigkeit). Cuando se le preguntó acerca de si esto podría entrar en conflicto con sus ideas socialistas, Lafontaine dijo que los políticos de la izquierda no tienen que ser pobres, pero que sí tenían que luchar contra la pobreza.